# ジャガー・XK150
ジャガー・XK150（Jaguar XK150 ）は、イギリスの自動車メーカー・ジャガーが1957年から1961年まで生産したスポーツカーである。

## 概要
XK140の後継車として登場した。外観上は1枚ガラスのウィンドゥスクリーン、大型化されたボンネット開口部、薄くされて室内空間を拡大したドアなどが特徴であったが、居住性改良に力が注がれてグランツーリスモとしての成熟度を増した反面、スタイリングにスポーツカー的な切れ味を欠いたとも評された。
エンジンはXK140同様の3,442cc180馬力/5,750rpmのXKエンジンが標準だったが、大半のXK150には排気バルブを拡大したシリンダーヘッドを備える210馬力/5,500rpmの「SE」エンジンが積まれた。当初はフィクストヘッドクーペ（FHC）とドロップヘッドクーペ（DHC）のみで登場したが、ロードスターも1958年になって復活した。
増加した車両重量のため初期型XK150はXK140時代よりも動力性能が低下したが、1958年になって3キャブレター250馬力の「S」が追加され、更に1960年にはエンジンが3,781ccに拡大され、最高出力は標準型で220馬力、Sで265馬力となり、3.8Sは最高速度217km/h（135マイル/h）、0-60マイル加速7秒と、最高速度210km/h程度であったXK140を凌ぐ動力性能を得た。
XK140に対して最大の改良点はブレーキで、4輪にダンロップ製ディスクブレーキが採用された。
ジャガーXKシリーズはスポーツカーの代表車種として150の時代にもその人気を維持し、1960年10月に生産終了し、翌年春に登場するEタイプに跡を譲るまでの間に、2,265台のロードスター、4,445台のFHC、2,672台のDHCが生産された。新車の輸入が厳しく制限されていた当時の日本でも在日米軍人など外国人によって相当数のXK150が持ち込まれ、中古車を中心に日本人の富裕な自動車愛好家の手にも渡った。例えば、カーグラフィック1962年5月号には後に衆議院議員となる青年時代の中村正三郎がXK150クーペのオーナーとして紹介されている。さらに、後年になっても中古車が並行輸入されている。
フレデリック・フォーサイスのサスペンス小説『オデッサ・ファイル』では、主人公ペーター・ミラーの愛車として本車種が設定されている。